# Chloroclysta populifolia
Chloroclysta populifolia är en fjärilsart som beskrevs av Eugen Johann Christoph Esper. Chloroclysta populifolia ingår i släktet Chloroclysta och familjen mätare. Inga underarter finns listade i Catalogue of Life.